# Мостовщина
Мостовщина — старинная повинность домовладельцев содержать мосты, дороги, мостить их камнем или уплачивать эту повинность деньгами. Также, по середину XVIII века, мостовщина — пошлина за право проезда и провоза товара через мосты, падавшая на самих проезжающих и имевшая характер платы за услугу государству, но позднее обратившаяся в косвенный сбор.
Мостовая повинность
В России существовала «мостовщина»— мостовая повинность, обязывающся домовладельцев в городах строить и содержать дороги и мосты или уплачивать эту повинность деньгами. Мостовщина была обязательна даже для лиц, освобожденных обельными грамотами от всех податей и повинностей. В 1692 году на Руси (в России) велено было мостить московские улицы камнем. До этого они были как правило деревянные, а в 1705 году повинность за мощение московских улиц была разложена на всё государство.
Пошлина
В 1596 году все частные и откупные мосты взяты в казенное ведомство. Торговым уставом 1653 года сборы пошлины были урегулированы, а при Елизавете Петровне в середине XVIII века прекращены. Мосты были отданы в вольное содержание, с тем, что, если не найдется желающих взять их, то исправление поручать местному начальству. На содержание мостов во всем государстве было ассигновано 25000 рублей Российской империи.
Впервые мостовщина (другое название — «мостовое») упоминается в ханских ярлыках, например, ярлык Узбек-хана митрополиту Петру 1315 года. Хотя, несомненно, мостовщина существовала и раньше. Собиратели мостовщины — мостовщики. Служилые люди и гонцы освобождались от мостовщины.